# مكتب المراجعة الإدارية لاحتجاز المقاتلين الأعداء

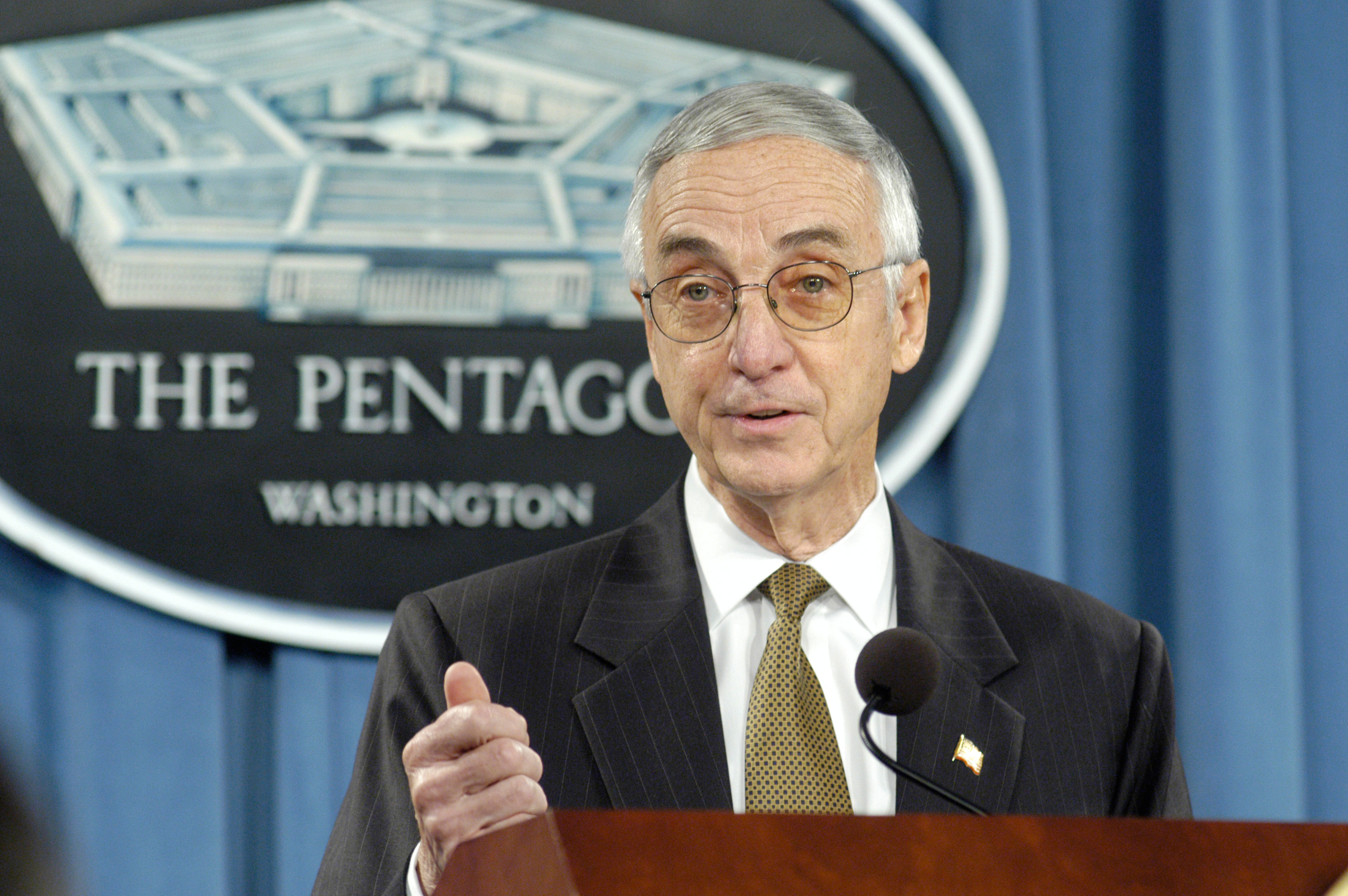
وزير البحرية جوردون إنجلترا يعلن نتائج أول 30 محكمة لمراجعة وضع المقاتل عقدت في خليج غوانتانامو ، كوبا ، خلال مؤتمر صحفي للبنتاغون في 8 سبتمبر 2004. أوضح جوردون أنه بينما ذهب 55 محتجزًا قبل الثلاثة: محكمة الضابط ، خضعت 30 قضية فقط للمراجعة النهائية من قبل سلطة انعقاد المحكمة ، الأدميرال البحري جيمس ماكغارا. تم تصميم المحاكم لتحقيق التوازن بين حقوق كل معتقل والحاجة إلى حماية الولايات المتحدة من تهديد الإرهاب.

مكتب المراجعة الإدارية لاحتجاز المقاتلين الأعداء (بالإنجليزية: Office for the Administrative Review of the Detention of Enemy Combatants)‏ ومختصره (OARDEC) هو مكتب تأسست عام 2004 خلال فترة حكم جورج دبليو بوش، وكان بول ولفويتس مساعد وزير الدفاع الأمريكي حينها هو المؤسس.
هذا المكتب جعة تابعة للقوات المسلحة الأمريكية ومسؤولة عن تنظيم محكمة مراجعة وضع المقاتلين (بالإنجليزية: Combatant Status Review Tribunals)‏ أو (CSRT) للمحتجزين بدون محاكمة في معتقل غوانتانامو في كوبا ومجلس المراجعة الإدارية السنوي لإعادة النظر في مستوى التهديد الذي يشكله المقاتلون الأعداء لأجل إعطاء توصيات فيمَ إذا كانت الولايات المتحدة تحتاج للاستمرار في احتجازهم.
حصل أغلب معتقلي غوانتنامو على جلستي استماع لمجلس المراجعة الإدارية لإعادة النظر في موضوع الاستمرار في اعتقالهم. في 22 حزيران2007، احتوت مناشدة باسم المعتقل في غوانتنامو فوزي خالد العودة على إفادة المحامي وضابط احتياط في الجيش الأمريكي ستيفن أبراهام وانتقدت بشدة إجراءات مكتب المراجعة الإدارية لاحتجاز المقاتلين الأعداء.